# Киниети
Киниети е името на най-високия връх в Южен Судан.
Висок е 3187 m и се намира в планината Иматонг в югоизточната част на страната близо до границата с Уганда. Географските му координати са 3° 57′ с.ш., 32° 54′ и.д.
Киниети е 12-ият по височина връх в Африка.